# 盖迪克·艾哈迈德帕夏
盖迪克·艾哈迈德帕夏（—1482年11月18日），奥斯曼帝国官员、将领，曾于苏丹穆罕默德二世和巴耶济德二世在位期间出任帝国宰相“大维齐尔”和帝国海军元帅“卡普丹帕夏”。

## 生平
他的出身血统并不明了，一些资料称其为阿尔巴尼亚血统，而另一些则称其为希腊或塞尔维亚血统。
他领导奥斯曼军队击败了尕勒莽王朝。尕勒莽王朝是土库曼尕勒莽人击败鲁姆苏丹国后建立的安纳托利亚侯国之一，尕勒莽成为安纳托利亚最强侯国已有近200年。奥斯曼建立之初，尕勒莽的实力远超过它，在相当长的一段时间里，尕勒莽都是奥斯曼最强劲的对手。被灭亡之前，尕勒莽是当地最后一个抗击奥斯曼扩张的土庫曼侯国。1471年盖迪克·艾哈迈德帕夏战胜了尕勒莽王朝，占领了包括埃尔梅内克和錫利夫凱周边地中海沿岸地区在内的原尕勒莽领地，这些领地在后来的历史中被证明，对奥斯曼帝国的崛起起到了重要的作用。
盖迪克·艾哈迈德帕夏还在地中海中抗击威尼斯人，1475年他被苏丹派遣去协助克里米亚汗国抵抗热那亚军队。在克里米亚，他征服了卡法、索耳得亚、塞姆巴隆等热那亚堡垒，以及以曼古普为首都的西奥多罗公国和克里米亚沿海地区。他从热那亚军队中救出了克里米亚可汗明里·格來。经过此场战争，克里米亚和切尔克西亚变为了奥斯曼帝国的影响范围。
1479年，当时他是阿洛纳桑贾克的桑贾克贝伊，苏丹穆罕默德二世命令他率领一到四万的攻城部队参加了斯库台包围战。:365在这一年后来对那不勒斯和米兰的战争中，他受苏丹命令在地中海率领奥斯曼海军参战。征战中，盖迪克·艾哈迈德帕夏占领了圣玛丽亚岛（莱夫卡斯）、凯法利尼亚和赞特（扎金索斯）各岛。1453年征服君士坦丁堡之后，穆罕默德二世将自己视为罗马帝国的继承者，开始考虑征服意大利，在自己的统治下重新统一罗马的土地。作为该计划的一部分，盖迪克·艾哈迈德帕夏及一支海军部队被派往了靴子形状的意大利半岛的脚后跟那一带。
在一次尝试从医院骑士团手中夺取罗德岛的战役失败后，艾哈迈德早於1480年已成功地占领了意大利港口城市奥特朗托。然而，由于缺乏食品和物资，他不得不当年将把大部分部队撤回了阿尔巴尼亚，并计划来年再重启征战。
但穆罕默德二世的去世阻碍了这一计划，艾哈迈德被卷进了皇位争夺战争中。他在这场战争中支持了后来继位的巴耶济德二世，但却没有得到新苏丹的完全信任，他被捕入狱，并于1482年11月8日在阿德里安堡被处死。

## 其他资料
- E. Hamilton Currey, Sea-Wolves of the Mediterranean, London, 1910
- Bono, Salvatore: Corsari nel Mediterraneo (Corsairs in the Mediterranean), Oscar Storia Mondadori. Perugia, 1993.

| 官衔                     | 官衔                         | 官衔                         |
| ------------------------ | ---------------------------- | ---------------------------- |
| 前任： 韦利·马哈茂德帕夏 | 奥斯曼帝国大维齐尔 1474–1477 | 繼任： 卡拉曼勒·穆罕默德帕夏 |